# M224 박격포

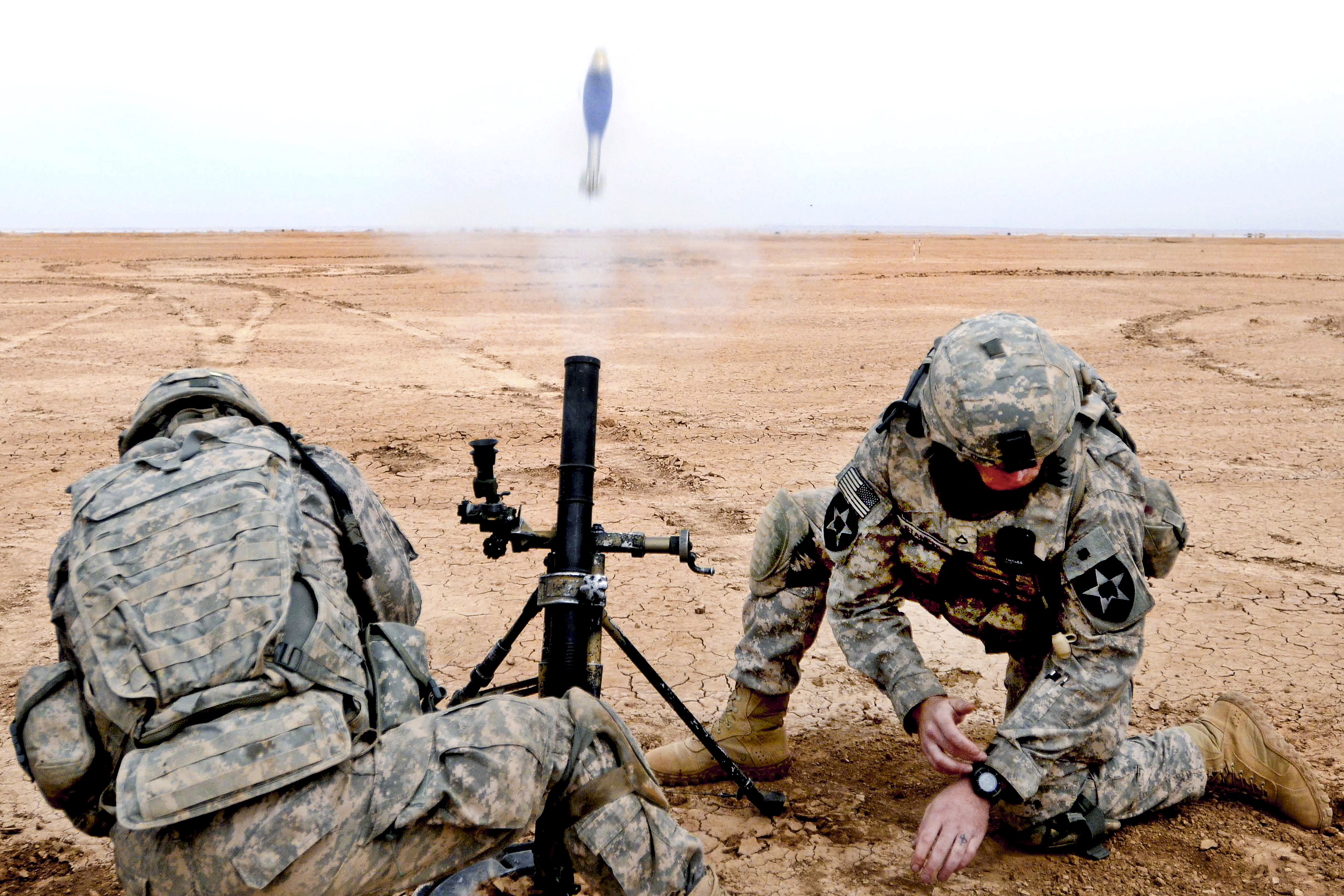
주한미군 2사단 스트라이커 여단 보병이 2010년 이라크에서 60 mm M224 박격포 훈련중이다. 미육군 2사단은 한국에만 배치되어 있는 것은 아니다.

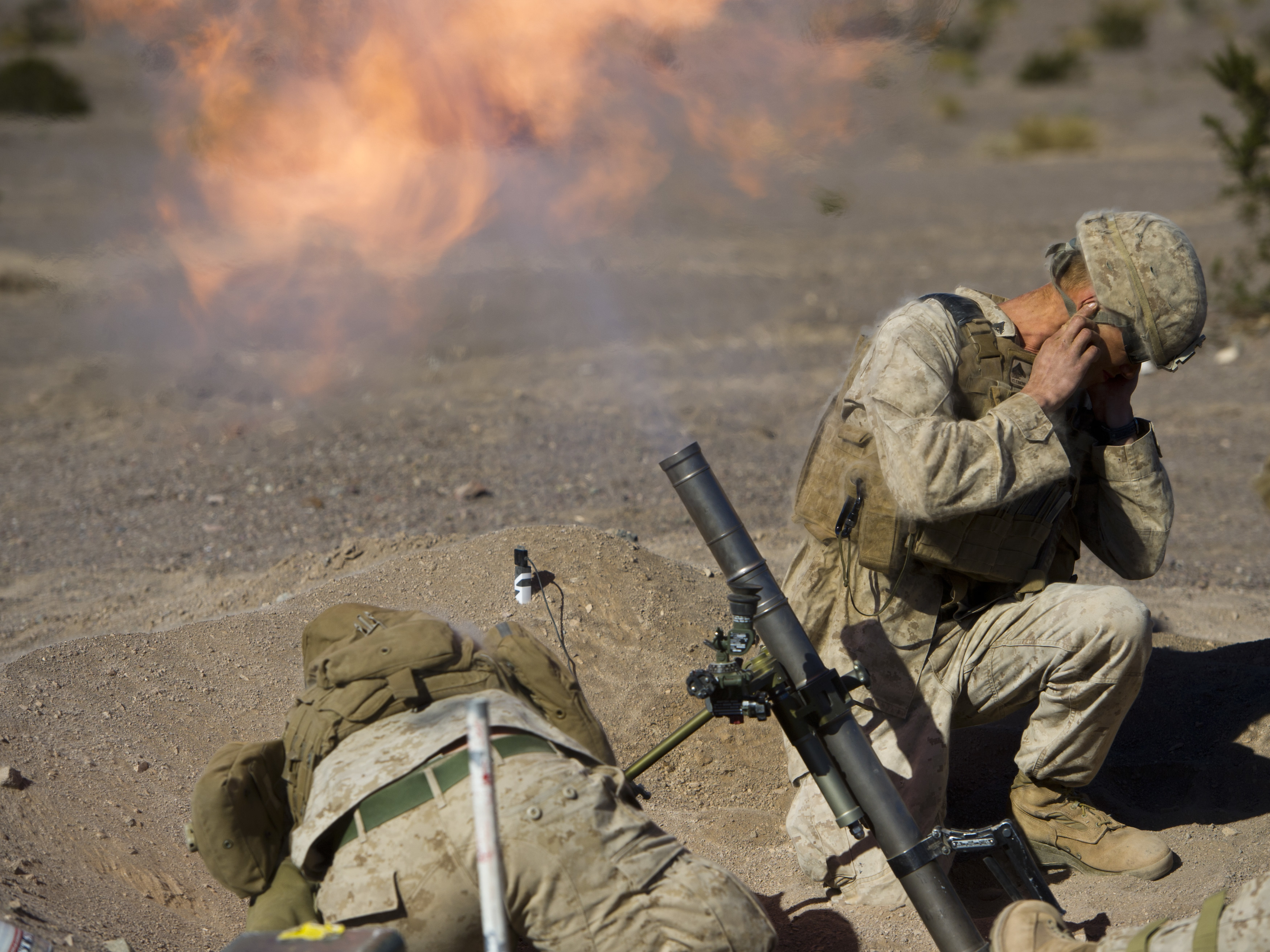
2015년 미 해병대 공지기동훈련센터(MCAGCC)에서 60 mm M224 박격포 훈련중인 미해병

M224 박격포는 미국 육군이 사용하는 보병 휴대용 60 mm 박격포를 말한다.

## 역사
M225 LWCMS (Lightweight Company Mortar System, 경량 중대 박격포 시스템)은 2차대전의 60 mm M2 박격포, M19 박격포를 대체했다. 이들은 유효사거리가 2,000 m 밖에 안되었다. M224 박격포는 구식 박격포탄을 모두 사용할 수 있으며 유효사거리는 3,489 m이다.
2011년 개량형인 M224A1 박격포가 실전배치되었다. 부품수를 줄이고, 소재를 알루미늄, 케블라 합성소재 등을 채택해 경량화 시켰다. 기존보다 20%, 4 kg의 무게를 줄였다. 미국 육군은 모든 M224 박격포를 M224A1 박격포로 대체할 계획이다. 동시에, 81mm M252 박격포의 경량화 버전도 개발중이다.

## 대한민국
1980년부터 박격포를 국내 독자개발하기 시작, 1985년에는 국방과학연구소가 신형 KM181 박격포를 개발해 현재 주력 박격포로 운용하고 있다. 이 박격포는 무게 19.5kg, 사거리 3,500m에 달하며 기존 모든 종류의 60mm 박격포탄을 발사할 수 있다. 미군이 현재 활용하고 있는 60mm M224 박격포의 무게 21.1kg, 사거리 3,500m에 못지않은 성능을 갖고 있다.